# Stjärntid
Stjärntid, även kallad siderisk tid, är en vinkelangivelse för vårdagjämningspunkten, som anges i stjärntimmar, där 24 stjärntimmar motsvarar ett varv.  Varje timme motsvarar alltså 15 graders rotation hos jorden.
Stjärntiden definieras som den timvinkel som vårdagjämningspunkten har.  Stjärntiden ökar med 24 stjärntimmar per stjärndygn som i soltid är 23 timmar 56 minuter 4,09 sekunder. Stjärntiden är 00:00 när vårdagjämningspunkten passerar en orts lokala meridian i övre kulmination, alltså när den står i söder på norra halvklotet.
Stjärntiden är 00:00 vid vårdagjämningen kl 12:00 sann soltid (båda är lokala tider). Eftersom jorden roterar moturs runt sin axel (sett från norra halvklotet) och dessutom går moturs runt solen är ett stjärndygn dygn ca 4 minuter kortare än ett soldygn.  Stjärnorna förefaller gå ett extra varv runt vår himmel jämfört med solen under ett år. Efter ett halvår, omkring höstdagjämningen, sammanfaller således stjärntiden med den lokala sanna soltiden.
På norra halvklotet når ekliptikan (solens skenbara bana på himlen) sin högsta höjd över horisonten 06:00 stjärntid. Det är i soltid omkring 18:00 vid vårdagjämningen, 12:00 vid sommarsolståndet, 06:00 vid höstdagjämningen och 00:00 vid vintersolståndet. Det innebär att det är lättare att se månen och planeterna under vårkvällar än under höstkvällar, eftersom de under vårkvällarna befinner sig högre över horisonten. På morgnarna är det tvärtom.